# Association Sportive Saint-Pierraise
A Association Sportive Saint-Pierraise é um clube de futebol com sede em São Pedro. É o mais antigo do território de São Pedro e Miquelão, tendo sido fundado a 11 de agosto de 1903.
Possui sete títulos registrados, sendo seis da liga e um da copa.

## Títulos
- Liga de Futebol de São Pedro e Miquelão: 1988, 1992, 1993, 1994, 2001, 2007[carece de fontes?] e 2022[3]
- Copa do Arquipélago: 2022[3]
- Copa do Território: 1972